# Hannah Point
Der Hannah Point (in Argentinien auch Punta Ribes) ist eine Landspitze an der Südküste der Livingston-Insel im Archipel der Südlichen Shetlandinseln. Sie bildet die Ostseite der Einfahrt zur Walker Bay.
Das UK Antarctic Place-Names Committee benannte sie 1958 nach dem Robbenfänger Hannah aus Liverpool, der am 25. Dezember 1820 unweit dieser Landspitze havarierte. Namensgeber der in Argentinien alternativen Benennung ist vermutlich ein Unteroffizier, der an einer von 1958 bis 1959 durchgeführten argentinischen Antarktisexpedition teilnahm.